# Liste von Eidechsenbrunnen
In dieser Liste sind Eidechsenbrunnen aufgeführt, also Brunnen im öffentlichen Raum, die Eidechsen zum Thema haben.

## Deutschland
| Bezeichnung                                     | Bild           | Standort                                                                            | Bundesland        | Künstler                                           | Errichtung Einweihung | Weitere Informationen |
| ----------------------------------------------- | -------------- | ----------------------------------------------------------------------------------- | ----------------- | -------------------------------------------------- | --------------------- | --- |
| Eidechsenbrunnen (Baden-Baden, bei Mariahalden) | weitere Bilder | Baden-Baden, bei Mariahalden                                                        | Baden-Württemberg |                                                    |                       | |
| Eidechsenbrunnen (Baden-Baden, Moltkestraße)    | weitere Bilder | Baden-Baden, Moltkestraße (Lage)                                                    | Baden-Württemberg |                                                    |                       | |
| Eidechsenbrunnen (Baden-Baden, Oberbeuern)      | weitere Bilder | Baden-Baden, Oberbeuern, Beuerner Straße Ecke Am Sauerbosch (Lage)                  | Baden-Württemberg |                                                    |                       | |
| Eidechsenbrunnen (Freiburg im Breisgau)         | weitere Bilder | Freiburg im Breisgau, Ecke Dreikönigstraße/Schwarzwaldstraße (= B 31) (Lage)        | Baden-Württemberg | Julius Seitz, nach einem Entwurf von Carl Schuster | 1906                  | |
| Eidechsenbrunnen (Radebeul)                     | weitere Bilder | Radebeul, Eduard-Bilz-Straße, vor dem Wohn- und Geschäftshaus Hauptstraße 20 (Lage) | Sachsen           |                                                    | 2007                  | Siehe auch Liste von Brunnen und Wasserspielen in Radebeul#Öffentlich zugängliche Zierbrunnen und Wasserspiele (darin: Eidechsenbrunnen) |

## Weitere
| Bezeichnung              | Bild           | Standort                               | Staat  | Künstler     | Errichtung Einweihung | Weitere Informationen |
| ------------------------ | -------------- | -------------------------------------- | ------ | ------------ | --------------------- | --------------------- |
| Eidechsenbrunnen (Barcs) | weitere Bilder | Barcs, Bajcsy-Zsilinszky Straße (Lage) | Ungarn | Katalin Gera |                       |                       |